# Teri'itaria II
Teri'itaria II, también conocida como Pōmare Vahine o Ari'ipaea Vahine (1790–1858) fue Reina Consorte de Tahití por su matrimonio con el rey Pōmare II. También fue regente de su sucesor Pōmare III en 1820-1827, y gobernó el reino de la isla de Huahine por derecho propio desde 1815 hasta 1852. 

## Biografía

### Nacimiento y familia
Teri'itaria nació alrededor de 1790, como hija de Tamatoa III, rey de Raiatea, y Tura'iari'i Ehevahine, Princesa de Huahine.

Era nieta de la reina Tehaʻapapa I. La nombraron después de su tío, rey Teriʻitaria I.

### Matrimonios
Ella y su hermana menor Teriʻitoʻoterai Tere-moe-moe se casaron con el rey Pōmare II de Tahití, su primo segunda. Más tarde contrajo matrimonio con Ari'ipaea. 

### Regente de Tahití
Después de la muerte de su esposo, en 1820, su hijastro Pōmare III le sucedió como rey de Tahití, al ser este menor de edad, fue puesto bajo un consejo de regencia formado por su madrastra, su madre y los cinco principales jefes de Tahití. El consejo de regencia permaneció en el poder hasta la muerte del joven monarca en 1827. 

### Soberana de Huahine
En 1815 se convirtió en Reina de Huahine. En 1845 derrotó un intento de un grupo de comerciantes franceses para establecer un protectorado sobre las Islas de Sotavento; con el apoyo de un jefe local llamado Haperoa, plantaron una bandera francesa en suelo de Huahune y amenazaron con represalias a cualquiera que intentara quitarla. Teriitaria reunió a la gente y les hizo cortar el asta de la bandera y la sacó ella misma antes de enviar la bandera a Bruat, el gobernador francés de Tahití.  Se hizo un esfuerzo por conquistar a Huahine cuando al Capitán A Bonard le ordenaron ir a la isla y hacer una demostración de fuerza. El 17 de enero de 1846 desembarcó 400 soldados y marines en el puerto de Fare.  Las fuerzas de Territaria, apoyadas por unos 20 europeos, detuvieron a los franceses durante dos días, matando a 18 e hiriendo a 43, antes de abandonar el intento y zarpar.
Fue depuesta en una guerra civil y su sucesor fue el rey Ari'imate .

## Ancestros
|  |                                         |  |  |  |  |  |  |  |  |  |  |  |  |  |  |  |
|  | 16. Teri’i-ve-tearai Rofa’i             |  |  |  |  |  |  |  |  |  |  |  |  |  |  |  |
|  |                                         |  |  |  |  |  |  |  |  |  |  |  |  |  |  |  |
|  |                                         |  |  |  |  |  |  |  |  |  |  |  |  |  |  |  |
|  | 8. Tamatoa III                          |  |  |  |  |  |  |  |  |  |  |  |  |  |  |  |
|  |                                         |  |  |  |  |  |  |  |  |  |  |  |  |  |  |  |
|  |                                         |  |  |  |  |  |  |  |  |  |  |  |  |  |  |  |
|  | 17. Marama                              |  |  |  |  |  |  |  |  |  |  |  |  |  |  |  |
|  |                                         |  |  |  |  |  |  |  |  |  |  |  |  |  |  |  |
|  |                                         |  |  |  |  |  |  |  |  |  |  |  |  |  |  |  |
|  | 4. Vetea-raʻi Uʻuru                     |  |  |  |  |  |  |  |  |  |  |  |  |  |  |  |
|  |                                         |  |  |  |  |  |  |  |  |  |  |  |  |  |  |  |
|  |                                         |  |  |  |  |  |  |  |  |  |  |  |  |  |  |  |
|  | 9. Hapai-taha                           |  |  |  |  |  |  |  |  |  |  |  |  |  |  |  |
|  |                                         |  |  |  |  |  |  |  |  |  |  |  |  |  |  |  |
|  |                                         |  |  |  |  |  |  |  |  |  |  |  |  |  |  |  |
|  | 2. Tamatoa IV                           |  |  |  |  |  |  |  |  |  |  |  |  |  |  |  |
|  |                                         |  |  |  |  |  |  |  |  |  |  |  |  |  |  |  |
|  |                                         |  |  |  |  |  |  |  |  |  |  |  |  |  |  |  |
|  | 5. Opai-pai Te-roro                     |  |  |  |  |  |  |  |  |  |  |  |  |  |  |  |
|  |                                         |  |  |  |  |  |  |  |  |  |  |  |  |  |  |  |
|  |                                         |  |  |  |  |  |  |  |  |  |  |  |  |  |  |  |
|  | 1. Teriʻitaria II                       |  |  |  |  |  |  |  |  |  |  |  |  |  |  |  |
|  |                                         |  |  |  |  |  |  |  |  |  |  |  |  |  |  |  |
|  |                                         |  |  |  |  |  |  |  |  |  |  |  |  |  |  |  |
|  | 12. Mau’a                               |  |  |  |  |  |  |  |  |  |  |  |  |  |  |  |
|  |                                         |  |  |  |  |  |  |  |  |  |  |  |  |  |  |  |
|  |                                         |  |  |  |  |  |  |  |  |  |  |  |  |  |  |  |
|  | 6. Mato Teri’i Tepoara’i                |  |  |  |  |  |  |  |  |  |  |  |  |  |  |  |
|  |                                         |  |  |  |  |  |  |  |  |  |  |  |  |  |  |  |
|  |                                         |  |  |  |  |  |  |  |  |  |  |  |  |  |  |  |
|  | 13. Te-atua-nui-marama                  |  |  |  |  |  |  |  |  |  |  |  |  |  |  |  |
|  |                                         |  |  |  |  |  |  |  |  |  |  |  |  |  |  |  |
|  |                                         |  |  |  |  |  |  |  |  |  |  |  |  |  |  |  |
|  | 3. Tu-ra’i-ariʻi E-he-vahine            |  |  |  |  |  |  |  |  |  |  |  |  |  |  |  |
|  |                                         |  |  |  |  |  |  |  |  |  |  |  |  |  |  |  |
|  |                                         |  |  |  |  |  |  |  |  |  |  |  |  |  |  |  |
|  | 14. Teri’i-tari’a Te-ha’apapa           |  |  |  |  |  |  |  |  |  |  |  |  |  |  |  |
|  |                                         |  |  |  |  |  |  |  |  |  |  |  |  |  |  |  |
|  |                                         |  |  |  |  |  |  |  |  |  |  |  |  |  |  |  |
|  | 7. Te-ha’apapa I                        |  |  |  |  |  |  |  |  |  |  |  |  |  |  |  |
|  |                                         |  |  |  |  |  |  |  |  |  |  |  |  |  |  |  |
|  |                                         |  |  |  |  |  |  |  |  |  |  |  |  |  |  |  |
|  | 15. Teri’i-ohua-e-te-anuanua-i-te-tuahu |  |  |  |  |  |  |  |  |  |  |  |  |  |  |  |
|  |                                         |  |  |  |  |  |  |  |  |  |  |  |  |  |  |  |
|  |                                         |  |  |  |  |  |  |  |  |  |  |  |  |  |  |  |